# 322 Phaeo
322 Phaeo è un asteroide della fascia principale del diametro medio di circa 70,84 km. Scoperto nel 1891, presenta un'orbita caratterizzata da un semiasse maggiore pari a 2,7832957 UA e da un'eccentricità di 0,2442367, inclinata di 8,04901° rispetto all'eclittica.
L'asteroide è stato scoperto il 27 novembre 1891 da Alphonse Borrelly, a Marsiglia, Francia. Prende il nome dalla figura mitologica greca di Pasitoe (Phaesyla in inglese), una delle iadi, o ninfe.